# Viola Barry
Viola Barry, nome di battesimo Gladys Viola Wilson (Evanston, 5 marzo 1894 – Hollywood, 2 aprile 1964), è stata un'attrice statunitense, dell'epoca del cinema muto.

## Biografia
Suo padre era Jackson Stitt Wilson, sindaco di Berkeley nel periodo 1911-1913, mentre sua madre si chiamava Emma Agnew Wilson. Sebbene come tante altre dive del muto abbia iniziato sin dalla tenera età a calpestare il palcoscenico, tuttavia non ebbe gli stessi problemi di povertà e di miseria. Sua sorella Violette Wilson sposò il noto regista cinematografico Irving Pichel.
All'età di soli dodici anni, lei scelse il nome d'arte di Viola Barry e iniziò un tour in Inghilterra per conto della compagnia Benson's Shakespearean Company, grazie alla quale iniziò a diventare nota per le sue interpretazioni di eroine shakespeariane.
A seguito di questi successi firmò nel 1910 il suo primo contratto per la Belasco Theater Company facendo il suo debutto in The Test di Jules Eckert Goodman. Nel 1911, mentre recitava in Is Matrimony a Failure? per la Burbank Theater Stock Company, venne notata dall'attore cinematografico Jack Conway che si invaghì della giovane attrice appena diciottenne. Proprio grazie a quest'ultimo, la Barry iniziò la sua carriera cinematografica interpretando una dozzina di pellicole di genere western in coppia con il suo scopritore. Nel febbraio del 1911 sposò l'attore, nel frattempo divenuto anche regista per la Bison Motion Pictures, a Santa Ana, California.
Nel 1913 venne scritturata dal celebre regista D.W. Griffith per il quale, tra la primavera e l'estate di quello stesso anno, girò almeno sei pellicole.
Nel 1914 cambiò casa di produzione, firmando per la Bosworth Pictures Company ed infine alla Triangle/Fine Arts nel 1916.
Nel 1918, il suo matrimonio con Conway ebbe termine con un divorzio, dopo aver avuto ben due figlie, Rosemary e Virginia. Nel 1920, la Barry fu travolta dal burrascoso caso di divorzio tra il celebre sceneggiatore Frank McGrew Willis e la prima moglie Marie. Viola Barry venne chiamata in causa come amante dello sceneggiatore e, dopo il divorzio, la ex-moglie di Willis affermò pubblicamente che Virginia, una delle figlie di Viola Barry, era in realtà figlia del suo ex-marito. La Barry, ferita duramente, reagì con altrettanta durezza, facendosi forza della sua educazione di figlia di un pastore protestante, ed affermò alla stampa:
Per quanto riguardava la presunta paternità di Willis nei confronti di sua figlia Virginia, la Barry riuscì a dimostrare in maniera incontrovertibile che la piccola era nata molto tempo prima di conoscere i due ex-coniugi. Dopo aver posto fine ad ogni illazione sui suoi rapporti extraconiugali con Willis, nel 1921, lo sposò. Willis era un importante sceneggiatore della Twentieth Century Fox e durante la seconda guerra mondiale fu autore di numerosi testi mandati via radio dalle trasmissioni di Voice of America.
Essendo molto legata ai valori tradizionali della famiglia, l'attrice, che doveva crescere ben cinque figli, tre dei quali avuti dal suo secondo marito, trascurò notevolmente la sua carriera cinematografica, limitandosi a poche parti non da protagonista, facendo risalire la sua ultima interpretazione al 1932 in Le Femme de mes reves. Nel 1964, morì a Hollywood seguendo di pochi anni la morte di suo marito, con il quale venne sepolta nel Mountain View Cemetery di Oakland.

## Filmografia parziale
- In the Shadow of the Pines, regia di Hobart Bosworth - cortometraggio (1911)
- The Totem Mark, regia di Otis Turner - cortometraggio (1911)
- The Voyager: A Tale of Old Canada, regia di Hobart Bosworth - cortometraggio (1911)
- McKee Rankin's '49', regia di Hobart Bosworth - cortometraggio (1911)
- John Oakhurst, Gambler, regia di Hobart Bosworth (1911) - cortometraggio (1911)
- An Indian Vestal, regia di Hobart Bosworth - cortometraggio (1911)
- Coals of Fire, regia di Hobart Bosworth - cortometraggio (1911)
- A Painter's Idyl, regia di Hobart Bosworth - cortometraggio (1911)
- The Chief's Daughter, regia di Hobart Bosworth - cortometraggio (1911)
- George Warrington's Escape, regia di Hobart Bosworth - cortometraggio (1911)
- Evangeline, regia di Hobart Bosworth - cortometraggio (1911)
- The Mountain Daisy - cortometraggio (1912)
- The Squatter's Child, regia di Milton J. Fahrney - cortometraggio (1912)
- The Land of Migh, regia di Milton J. Fahrney - cortometraggio (1912)
- Hard Luck Bill, regia di Milton J. Fahrney - cortometraggio (1912)
- The Obligation, regia di Milton J. Fahrney - cortometraggio (1912)
- The Perfidy of Mary, regia di D.W. Griffith - cortometraggio (1913)
- The Little Tease, regia di D.W. Griffith - cortometraggio (1913)
- A Frightful Blunder, regia di Anthony O'Sullivan - cortometraggio (1913)
- Peeping Pete, regia di Mack Sennett (1913)
- Help! Help! Hydrophobia!, regia di Henry Lehrman (1913)
- His Favourite Pastime, regia di George Nichols (1914)
- Twixt Love and Fire, regia di George Nichols (1914)
- A Frightful Blunder, regia di Anthony O'Sullivan (1913)
- A Misunderstood Boy, regia di D.W. Griffith (1913)
- The Lady and the Mouse, regia di D.W. Griffith (1913)
- His Mother's Son, regia di D.W. Griffith (1913)
- The Ranchero's Revenge, regia di D.W. Griffith (1913)
- Almost a Wild Man, regia di Dell Henderson (1913)
- The Mothering Heart, regia di D.W. Griffith (1913)
- The Sea Wolf, regia di Hobart Bosworth (1913)
- John Barleycorn, regia di Hobart Bosworth (1914)
- Martin Eden, regia di Hobart Bosworth (1914)
- Under the Table, regia di John G. Blystone (1915)
- Ace of the Saddle, regia di John Ford (1919)
- The Flying Torpedo, regia di Christy Cabanne (1916)
- Paris-Beguin, regia di Augusto Genina (1931)
- La Femme de mes reves, regia di Jean Bertin (1932)